# モルドバ人
モルドバ人（ルーマニア語: Moldoveni、モルドバ語: молдовень）またはモルドヴァ人は、モルダヴィア地方ならびベッサラビア地方に住むラテン系の民族集団であり、ルーマニア系の一部をなす。現在のルーマニアやモルドバ共和国、沿ドニエストル共和国、ウクライナ領にまたがるベッサラビア地方に伝統的に居住してきた。

## 概要

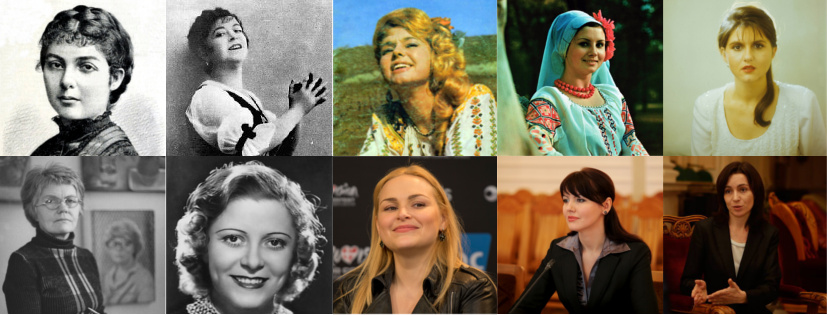
モルドバ人の女性

上記の地方は19世紀から20世紀にかけて国境線が激しく変動してきた。第二次世界大戦後にソビエト連邦の領土とされたベッサラビア地方の北東部（現在のモルドバ共和国およびウクライナ領）では、彼らはルーマニア人としての民族意識を切り離され、その言語もルーマニア語ではなく「モルドバ語」とされた。
モルドバ共和国がソビエト連邦の崩壊によって同連邦からの完全独立を果たして以降、ルーマニアとの再統合を求める人々の間では、ルーマニアとの民族的・言語的一体性を主張する声が高まった。